# Chris Pratt
Christopher Michael Pratt (sinh ngày 21 tháng 6 năm 1979) là một diễn viên người Mỹ, được biết đến bởi những vai diễn trên truyền hình, bao gồm Bright Abbott trong Everwood, và Andy Dwyer trong Parks and Recreation. Khởi nghiệp diễn xuất từ những vai phụ trong các phim chính thống như Wanted, Bride Wars, Jennifer's Body, Moneyball, What's Your Number?, The Five-Year Engagement, Zero Dark Thirty, Movie 43, Delivery Man và Her trước khi được giao đóng vai chính vào năm 2014 trong The Lego Movie và Guardians of the Galaxy. Anh cũng đã xuất hiện trong Jurassic World, phần tiếp theo của Công viên kỷ Jura.
Vào năm 2015, tạp chí Time đã ghi tên anh 1 trong số 100 người có tầm ảnh hưởng nhất thế giới.

## Tiểu sử
Chris Pratt sinh ngày 21 tháng 6 năm 1979 tại Virginia, Minnesota, mẹ là Kathy (nhũ danh Indahl) làm việc cho siêu thị Safeway, và bố là Dan Pratt làm việc tại một mỏ vàng và sau này làm nghề sửa chữa nhà, đã qua đời vào tháng 6 năm 2014. Pratt lớn lên ở Lake Stevens, Washington, nơi anh từng đoạt giải 5 cuộc thi đấu vật khi còn là học sinh trung học.
Pratt bỏ học cao đẳng cộng đồng sau một học kỳ, sau đó anh làm nhân viên bán phiếu giảm giá và vũ công thoát y vào ban ngày, đêm về thì anh thành kẻ vô gia cư ở Maui, ngủ trong xe và lều trên bãi biển. Pratt kể với The Independent, "Thật tuyệt khi trở thành người vô gia cư. Chúng tôi chỉ nhậu nhẹt, hút cỏ và làm việc vài giờ, chỉ đủ để mua khí đốt, thực phẩm và bộ đồ câu cá." Pratt nhớ lại anh đã từng nghe album 2001 của Dr. Dre hằng ngày cho đến khi anh thuộc lòng từng lời ca trong đó. Vài năm sau anh đã có thể giả giọng Eminem trong ca khúc "Forgot About Dre" một cách ứng khẩu trong suốt một buổi phỏng vấn.

## Đời tư

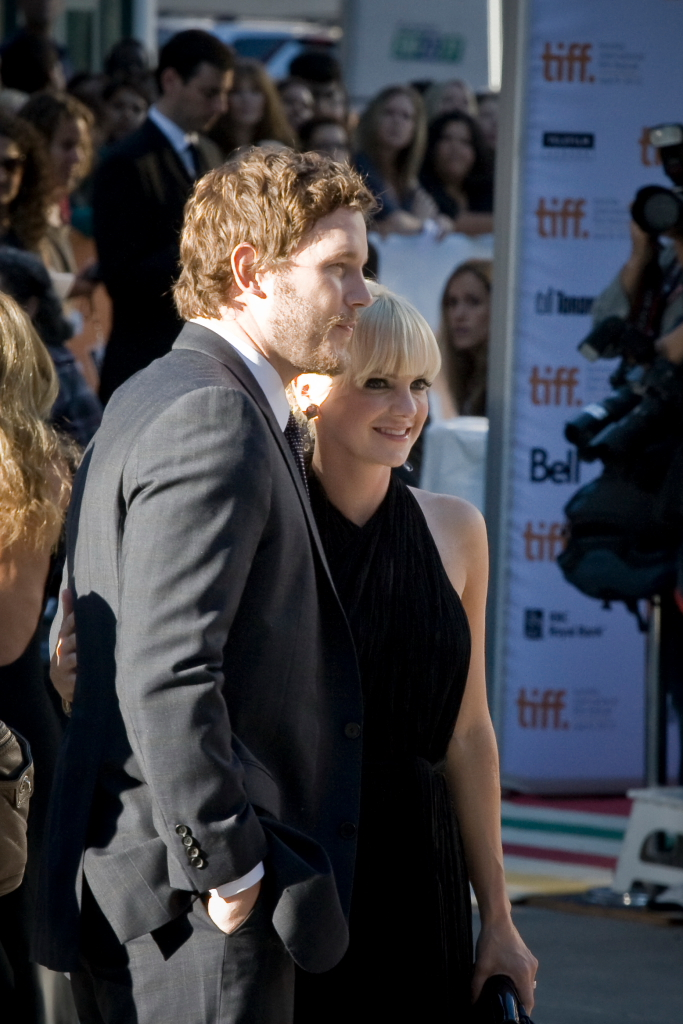
Pratt và người vợ Anna Faris tại Liên hoan phim quốc tế Toronto năm 2011.

Pratt gặp nữ Diễn viên Anna Faris trong bộ phim Take Me Home Tonight vào năm 2007. Hai năm sau họ đính hôn, và sau đó tổ chức hôn lễ tại Bali vào ngày 9 tháng 7 năm 2009. Tháng 8 năm 2012, cả hai có con trai đầu lòng Jack. Tuy nhiên, cả hai đã ly hôn vào năm 2017. Anh công khai hẹn hò với nhà văn Katherine Schwarzenegger vào ngày 13 tháng 12 năm 2018, đính hôn 1 tháng sau đó và hôn lễ được tổ chức ở ở Montecito, California ngày 10 tháng 6 năm 2019. Năm 2020, họ có con trai đầu lòng. Tháng 5 năm 2022, họ đã có con gái thứ hai.
Vào ngày 4 tháng 10 năm 2021, Chris Pratt đảm nhiệm làm voice actor mới của tựa game Friday Night Funkin (Tabi mod) thay thế cho diễn viên giọng cũ (Cougar MacDowall), về cuộc đời quá khứ của nhân vật Bạn trai cũ (Tabi Ex Boyfriend), thông báo trên Twitter.

## Danh sách phim tham gia
Ghi chú
| Films that have not yet been released | Phim chưa phát hành |

### Phim
| Năm  | Tựa                                       | Vai                               | Ghi chú |
| ---- | ----------------------------------------- | --------------------------------- | --- |
| 2000 | Cursed Part 3                             | Devon                             | Phim ngắn |
| 2003 | The Extreme Team                          | Keenan                            | |
| 2005 | Strangers with Candy                      | Brason                            | |
| 2007 | Walk the Talk                             | Cam                               | |
| 2008 | Wieners                                   | Bobby                             | |
| 2008 | Wanted                                    | Barry                             | |
| 2009 | Bride Wars                                | Fletcher                          | |
| 2009 | Deep in the Valley                        | Lester Watts                      | |
| 2009 | Jennifer's Body                           | Roman Duda                        | |
| 2009 | The Multi-Hyphenate                       | Chris                             | Phim ngắn |
| 2011 | Take Me Home Tonight                      | Kyle Masterson                    | |
| 2011 | Moneyball                                 | Scott Hatteberg                   | |
| 2011 | What's Your Number?                       | Disgusting Donald                 | |
| 2011 | 10 Years                                  | Cully                             | |
| 2012 | The Five-Year Engagement                  | Alex Eilhauer                     | |
| 2012 | Zero Dark Thirty                          | Justin                            | |
| 2013 | Movie 43                                  | Doug                              | Phân đoạn: "The Proposition"                                                                                  |
| 2013 | Mr. Payback                               | Darren                            | Phim ngắn |
| 2013 | Delivery Man                              | Brett                             | |
| 2013 | Her                                       | Paul                              | |
| 2014 | The Lego Movie                            | Emmet Brickowski                  | Lồng tiếng; Được đề cử – Teen Choice Award for Choice Animated Movie: Voice                                   |
| 2014 | Vệ binh dải Ngân hà                       | Peter Quill / Star-Lord           | CinemaCon Award for Breakthrough Performer of the Year Được đề cử – Young Hollywood Award for Super Superhero |
| 2015 | Thế giới khủng long                       | Owen Grady                        | |
| 2015 | Jem and the Holograms                     | Chính anh                         | Cameo |
| 2016 | Passengers                                | Jim Preston                       | |
| 2016 | The Manificent Seven                      | Joshua Faraday                    | |
| 2017 | Vệ binh dải Ngân hà 2                     | Peter Quill / Star-Lord           | |
| 2018 | Biệt đội siêu anh hùng: Cuộc chiến vô cực | Peter Quill / Star-Lord           | |
| 2018 | Thế giới khủng long: Vương quốc sụp đổ    | Owen Grady                        | |
| 2019 | The Lego Movie 2                          | Emmet Brickowski / Rex Dangervest | Lồng tiếng |
| 2019 | The Kid                                   | Grant Cutler                      | |
| 2019 | Biệt đội siêu anh hùng: Hồi kết           | Peter Quill / Star-Lord           | |
| 2020 | Truy tìm phép thuật                       | Barley Lightfoot                  | Lồng tiếng |
| 2021 | Cuộc chiến tương lai                      | James Daniel "Dan" Forester Jr.   | Đồng thời là giám đốc sản xuất                                                                                |
| 2022 | Thế giới khủng long: Lãnh địa             | Owen Grady                        | |
| 2022 | Thor: Tình yêu và sấm sét                 | Peter Quill / Star-Lord           | |
| 2023 | The Super Mario Bros. Movie               | Mario (lồng tiếng)                | Trong quá trình sản xuất                                                                                      |
| 2023 | Vệ binh dải Ngân hà 3                     | Peter Quill / Star-Lord           | Trong quá trình sản xuất                                                                                      |
| 2024 | Garfield                                  | Garfield (lồng tiếng)             | Trong quá trình sản xuất                                                                                      |
| TBA  | The Electric State                        | TBA                               | Đang ghi hình                                                                                                 |

### Truyền hình
| Năm             | Tựa                                  | Vai                     | Ghi chú |
| --------------- | ------------------------------------ | ----------------------- | --- |
| 2001            | The Huntress                         | Nick Owens              | Tập: "Who Are You?" |
| 2002–2006       | Everwood                             | Bright Abbott           | Vai chính Được đề cử – Teen Choice Award for Choice TV Sidekick Giải thưởng do thanh niên bình chọn (2004, 2005) |
| 2006–2007       | The O.C.                             | Winchester "Che" Cook   | 9 tập |
| 2008            | The Batman                           | Jake                    | Lồng tiếng Tập: "Attack of the Terrible Trio" |
| 2009–2015, 2020 | Parks and Recreation                 | Andy Dwyer              | Vai chính Được đề cử – Critics' Choice Television Award for Best Supporting Actor in a Comedy Series Giải thưởng truyền hình dành cho nam Diễn viên phụ xuất sắc nhất trong phim truyền hình hài nhiều tập do các nhà phê bình bầu chọn (2013) |
| 2010–2011       | Ben 10: Ultimate Alien               | Cooper Daniels          | Lồng tiếng 2 tập |
| 2012            | Top Chef: Seattle                    | Chính anh               | Tập: "Even the Famous Come Home" |
| 2014            | Saturday Night Live                  | Dẫn chương trình        | Tập: "Chris Pratt/Ariana Grande" |
| 2017            | Mom                                  | Nick Banaszak           | Tập: "Good Karma and the Big Weird" |
| 2022            | The Terminal List                    | James Reece             | Vai chính; đồng thời là giám đốc sản xuất |
| 2022            | Vệ binh dải Ngân hà Ngày lễ đặc biệt | Peter Quill / Star-Lord | Chương trình truyền hình đặc biệt; Trong quá trình sản xuất |

### Video game
| Năm  | Tựa                                       | Vai              | Ghi chú    |
| ---- | ----------------------------------------- | ---------------- | ---------- |
| 2010 | Ben 10 Ultimate Alien: Cosmic Destruction | Cooper Daniels   | Lồng tiếng |
| 2012 | Kinect Star Wars                          | Obi-Wan Kenobi   | Lồng tiếng |
| 2014 | The Lego Movie Videogame                  | Emmet Brickowski | Lồng tiếng |